# Refune Records
Refune Records est un label de musique de house suédois fondé en 2003 par Sebastian Ingrosso. Plusieurs artistes ont sorti des musiques sur ce label, comme le directeur lui-même (Sebastian Ingrosso), Steve Angello, Dirty South, Laidback Luke, Funkagenda, Wippenberg, Till West, and DJ Delicious. 
Depuis 2011, Refune a gagné en notoriété avec des artistes comme Alesso, Otto Knows qui ont sorti les singles Years et Million Voices.

## Artistes notables
- Sebastian Ingrosso
- Alesso
- Otto Knows
- Swanky Tunes
- Deniz Koyu
- Style of Eye

## Singles notables
- Alesso - Years
- Alesso - Clash
- Otto Knows - Million Voices
- Sebastian Ingrosso & Tommy Trash - Reload
- Sebastian Ingrosso & Alesso - Calling (Lose My Mind)
- Deniz Koyu - Bong
- Alesso - Years (Hard Rock Sofa Remix)
- Deniz Koyu - Rage